# Services éducatifs asiatiques
 (juin 2025).
Motif : absence de sources secondaires centrées sur cette maison d'édition permettant de mesurer la notoriété encyclopédique de l'entreprise
- Archive Wikiwix
- Bing
- Cairn
- DuckDuckGo
- E. Universalis
- Gallica
- Google
- G. Books
- G. News
- G. Scholar
- Persée
- Qwant
- (zh) Baidu
- (ru) Yandex
- (wd) trouver des œuvres sur Wikidata

| 1. | Préciser le motif de la pose du bandeau. | Précisez le motif de la pose du bandeau en utilisant la syntaxe suivante : {{admissibilité à vérifier\|date=juillet 2025\|motif=remplacez ce texte par le motif}}                                  |
| 2. | Informer les utilisateurs concernés.     | Pensez à avertir le créateur de l'article, par exemple, en insérant le code ci-dessous sur sa page de discussion : {{subst:avertissement admissibilité à vérifier\|Services éducatifs asiatiques}} |

Les Services éducatifs asiatiques (en anglais, Asian Educational Services, AES) est une maison d'édition Fondée en Inde en 1973 par Jagdish Lal Jetley. Elle est basée à New Delhi et est spécialisée dans les réimpressions anciennes de livres publiés à l'origine entre le XVIIe siècle et le début du XXe siècle, la société a publié plus de 1 200 livres en 2016.

## Programme d'édition
Cette maison d'édition mène un programme de publication très actif visant à préserver le savoir, sous forme de livres anciens, de la perte. Une vaste collection d'environ 200 récits de voyage dresse un portrait saisissant de l'Inde en particulier et de l'Asie en général. De nombreux grands noms de l'exploration asiatique et de l'histoire ont été réédités. Les récits de voyages de personnes ayant fréquenté l'Inde au Moyen Âge, ont également retrouvé une seconde jeunesse grâce à leur réimpression par AES.
Le programme d'études linguistiques de l'AES propose des outils linguistiques pour plus de 40 langues asiatiques, européennes et africaines : dictionnaires (classiques et populaires), manuels polyglottes, aides grammaticales et collections autodidactes. Toutes les principales langues du sous-continent indien sont couvertes, ainsi que les langues sémitiques comme l'amharique et la famille des langues arabes.
Outre l'Inde, les publications couvrent également le Sri Lanka, le Népal, le Bhoutan, le Tibet, l’Himalaya, l’Asie centrale, la Birmanie/Myanmar et l’océan Indien. Les sujets traités incluent l'histoire, les coutumes et les mœurs, la religion, le bouddhisme, la numismatique, l'anthropologie, l'art, l'architecture, les castes et les tribus, la révolte indienne (également connue sous le nom de mutinerie de 1857), l'histoire naturelle, les répertoires géographiques, les guides, et d'autres.

## Auteurs publiés
- Philippus Baldaeus
- François Bernier
- Al-Biruni
- Richard Francis Burton
- Abbé Barthélemy Carré
- Robert Caesar Childers
- Alexander Csoma de Kőrös
- Ippolito Desideri
- George William Forrest
- John Fryer
- Wilhelm Geiger
- Nicholas Greenwood
- Alexander Hamilton
- Sven Hedin
- W. W. Hunter
- Edward William Lane
- G. B. Malleson
- Niccolao Manucci
- Monier-Willams
- Father Antonio Monserrate
- William Moorcroft
- William Muir
- Max Müller
- John Nieuhoff
- Hermann Oldenberg
- John Ovington
- Marco Polo
- James Prinsep
- Thomas William Rhys Davids
- Herbert Hope Risley
- Vincent Arthur Smith
- Aurel Stein
- Francis Joseph Steingass
- Jean-Baptiste Tavernier
- James Emerson Tennent
- Edgar Thurston
- Hiuen Tsang
- William of Rubruck
- Arminius Vambery
- Francis Younghusband

## Développements récents
En 2005, l'AES a reçu le Prix national d'excellence en édition. 
AES a été régulièrement présenté dans les journaux et les émissions de télévision, mettant en avant son programme de republication. Parmi les journaux ayant publié des articles sur AES figurent des quotidiens nationaux comme The Hindu et The Indian Express. Parmi les chaînes qui ont diffusé des reportages sur AES figurent la chaîne nationale indienne (Door Darshan 1) et le réseau CNN/IBN en Inde.
En 2005, Après la mort du fondateur, Jagdish Lal Jetley, l'entreprise était dirigée par la famille survivante, y compris le fils du fondateur, Gautam Jetley.